# Джон Ченселлор (футболіст)
Джон Ченселлор (ісп. Jhon Chancellor, нар. 2 січня 1992, Сьюдад-Гуаяна) — венесуельський футболіст, захисник еквадорського клубу «Універсідад Католіка» та національної збірної Венесуели.

## Клубна кар'єра
У дорослому футболі дебютував 2010 року виступами за команду «Мінерос де Гуаяна», в якій провів три сезони, взявши участь у 37 матчах чемпіонату. 
Згодом до 2016 року грав також за «Депортіво Лара» та «Депортіво Ла Гвайра», після чого протягом року грав в Еквадорі за «Дельфін».
Протягом 2018–2024 років продовжував грати за кордоном, захищав кольори російського «Анжі», катарського «Аль-Аглі», італійської «Брешії», польського «Заглемб'є» (Любін), бразильської  «Куритиби», а також мексиканської «Некакси».
2024 року повернувся на батьківщину, ставши гравцем «Метрополітанос», а згодом того ж року перебрався до еквадорського  «Універсідад Католіка».

## Виступи за збірні
2011 року залучався до складу молодіжної збірної Венесуели. На молодіжному рівні зіграв у 4 офіційних матчах.
2012 року дебютував в офіційних матчах у складі національної збірної Венесуели.
У складі збірної був учасником у трьох розіграшах Кубка Америки: 2019 і 2021 років у Бразилії, а також 2024 року у США.
| Дата       | Місто          | Господарі         | Результат | Гості     | Турнір                           | Голи | Примітки |
| ---------- | -------------- | ----------------- | --------- | --------- | -------------------------------- | ---- | -------- |
| 8-6-2017   | Бока-Ратон     | Еквадор           | 1 – 1     | Венесуела | товариський матч                 | -    |          |
| 31-8-2017  | Сан-Кристобаль | Венесуела         | 0 – 0     | Колумбія  | Відбір до ЧС 2018                | -    |          |
| 5-9-2017   | Буенос-Айрес   | Аргентина         | 1 – 1     | Венесуела | Відбір до ЧС 2018                | -    | 42'      |
| 5-10-2017  | Сан-Кристобаль | Венесуела         | 0 – 0     | Уругвай   | Відбір до ЧС 2018                | -    |          |
| 10-10-2017 | Асунсьйон      | Парагвай          | 0 – 1     | Венесуела | Відбір до ЧС 2018                | -    |          |
| 13-11-2017 | Неймеген       | Іран              | 0 – 1     | Венесуела | товариський матч                 | -    |          |
| 8-9-2018   | Маямі          | Колумбія          | 2 – 1     | Венесуела | товариський матч                 | -    | 87'      |
| 16-11-2018 | Оїта           | Японія            | 1 – 1     | Венесуела | товариський матч                 | -    |          |
| 20-11-2018 | Доха           | Іран              | 1 – 1     | Венесуела | товариський матч                 | -    |          |
| 1-6-2019   | Маямі-Гарденс  | Еквадор           | 1 – 1     | Венесуела | товариський матч                 | -    |          |
| 9-6-2019   | Цинциннаті     | США               | 0 – 3     | Венесуела | товариський матч                 | -    |          |
| 15-6-2019  | Порту-Алегрі   | Венесуела         | 0 – 0     | Перу      | Кубок Америки 2019 - 1-й етап    | -    |          |
| 22-6-2019  | Белу-Оризонті  | Болівія           | 1 – 3     | Венесуела | Кубок Америки 2019 - 1-й етап    | -    |          |
| 28-6-2019  | Ріо-де-Жанейро | Венесуела         | 0 – 2     | Аргентина | Кубок Америки 2019 - чвертьфінал | -    |          |
| 10-10-2019 | Каракас        | Венесуела         | 4 – 1     | Болівія   | товариський матч                 | -    |          |
| 9-10-2020  | Барранкілья    | Колумбія          | 3 – 0     | Венесуела | Відбір до ЧС 2022                | -    | 59'      |
| 13-10-2020 | Мерида         | Венесуела         | 0 – 1     | Парагвай  | Відбір до ЧС 2022                | -    |          |
| 17-11-2020 | Каракас        | Венесуела         | 2 – 1     | Чилі      | Відбір до ЧС 2022                | -    | 90+1'    |
| 3-6-2021   | Ла-Пас         | Болівія           | 3 – 1     | Венесуела | Відбір до ЧС 2022                | 1    |          |
| 8-6-2021   | Каракас        | Венесуела         | 0 – 0     | Уругвай   | Відбір до ЧС 2022                | -    |          |
| 5-9-2021   | Ліма           | Перу              | 1 – 0     | Венесуела | Відбір до ЧС 2022                | -    | 46'      |
| 9-9-2021   | Асунсьйон      | Парагвай          | 2 – 1     | Венесуела | Відбір до ЧС 2022                | 1    |          |
| 7-10-2021  | Каракас        | Венесуела         | 1 – 3     | Бразилія  | Відбір до ЧС 2022                | -    | 46'      |
| 10-10-2021 | Каракас        | Венесуела         | 2 – 1     | Еквадор   | Відбір до ЧС 2022                | -    | 88'      |
| 28-1-2022  | Баринас        | Венесуела         | 4 – 1     | Болівія   | Відбір до ЧС 2022                | -    |          |
| 1-2-2022   | Монтевідео     | Уругвай           | 4 – 1     | Венесуела | Відбір до ЧС 2022                | -    | 41'      |
| 24-3-2022  | Буенос-Айрес   | Аргентина         | 3 – 0     | Венесуела | Відбір до ЧС 2022                | -    | 67'      |
| 1-6-2022   | Та-Калі        | Мальта            | 0 – 1     | Венесуела | товариський матч                 | -    | 43'      |
| 9-6-2022   | Мурсія         | Саудівська Аравія | 0 – 1     | Венесуела | товариський матч                 | -    |          |
| 27-9-2022  | Вінер-Нойштадт | ОАЕ               | 0 – 4     | Венесуела | товариський матч                 | 1    | 45' 78'  |
| 15-11-2022 | Шарджа (місто) | Венесуела         | 2 – 2     | Панама    | товариський матч                 | -    |          |
| 20-11-2022 | Дубай          | Сирія             | 1 – 2     | Венесуела | товариський матч                 | -    | 64'      |
| 24-3-2023  | Джидда         | Саудівська Аравія | 1 – 2     | Венесуела | товариський матч                 | -    | 71'      |
| 28-3-2023  | Джидда         | Узбекистан        | 1 – 1     | Венесуела | товариський матч                 | -    | 70'      |
| 15-6-2023  | Вашингтон      | Венесуела         | 1 – 0     | Гондурас  | товариський матч                 | -    | 48' 67'  |
| 18-6-2023  | Іст-Гартфорд   | Венесуела         | 1 – 0     | Гватемала | товариський матч                 | -    |          |
| 12-9-2023  | Матурін        | Венесуела         | 1 – 0     | Парагвай  | Відбір до ЧС 2026                | -    | 90+6'    |
| Усього     |                | Матчів            | 37        |           | Голів                            | 3    |          |